# Fissarena
Fissarena es un género de arañas de la familia Trachycosmidae.

## Especies
- Fissarena arcoona Platnick, 2002
- Fissarena barlee Platnick, 2002
- Fissarena barrow Platnick, 2002
- Fissarena castanea (Simon, 1908)
- Fissarena cuny Platnick, 2002
- Fissarena ethabuka Henschel, Davies & Dickman, 1995
- Fissarena laverton Platnick, 2002
- Fissarena longipes (Hogg, 1896)
- Fissarena woodleigh Platnick, 2002